# باولو مندوزا
باولو مندوزا (22 أبريل 1978 بكيزون في الفلبين - ) هو لاعب كرة سلة فلبيني في مركز الهجوم خلفي. لعب مع Sta. Lucia Realtors ‏.